# New Skin
『New Skin』（ニュー・スキン）は日本の音楽ユニット、FAKE?のEP。2004年3月17日発売。

## 概要
本作より徳間ジャパンコミュニケーションズからのリリース。2002年11月24日にZepp Tokyoで行われたライブから「SOMEDAY」「HEDFUC」「LEMONTUNE」の映像を収録したDVD付属。

## 収録曲
作詞・作曲・編曲：FAKE?
1. NEW SKIN（4:31）[1]
2. ANTIDOTE（2：59）[1]
3. N/A（5：15）[1]
4. NO EXIT（3：17）[1]